# William Demarest
William Demarest (Saint Paul, 27 febbraio 1892 – Palm Springs, 28 dicembre 1983) è stato un attore statunitense, che nella sua lunga carriera di attore caratterista partecipò a più di 140 pellicole.

## Biografia
Nato a Saint Paul, Minnesota, iniziò a dedicarsi alla recitazione sin dall'età di nove anni quando, insieme ai suoi due fratelli, George e Rubinstein, formò un trio musicale che riscosse un discreto successo nel teatro di genere vaudeville. Successivamente si dedicò alla boxe, attività che svolse per breve tempo a livello professionale, ma che egli nascose sempre di aver praticato. Dopo aver esercitato una notevole quantità di lavori diversi per sbarcare il lunario, il giovane Demarest entrò nel mondo dello spettacolo teatrale facendo il suo debutto a Broadway come caratterista. Successivamente sottoscrisse un contratto nel 1926 con la casa cinematografica Warner Bros., che cercò di affiancarlo all'attore di origini australiane Clyde Cook, per formare la coppia comica Mutt e Jeff, che però non ebbe lunga vita.
L'avvento del cinema sonoro non costituì un problema per Demarest, che anzi vide accrescere notevolmente i suoi ruoli durante tutti gli anni trenta. Anche nel decennio successivo continuò a interpretare numerosi personaggi di carattere, spesso in pellicole dirette dal regista e sceneggiatore Preston Sturges, come I dimenticati (1941), Ritrovarsi (1942) e Il miracolo del villaggio (1944). La sua interpretazione più celebrata è nella pellicola Al Jolson, con il ruolo di Steve Martin, il mentore del grande attore di vaudeville Al Jolson, per il quale ottenne la candidatura all'Oscar al miglior attore non protagonista. La carriera di Demarest proseguì in seguito sul piccolo schermo, giungendo a un momento di rinnovata popolarità quando, nel 1965, venne chiamato a sostituire l'attore comico William Frawley nella sit-com televisiva della CBS Io e i miei tre figli, nel ruolo dello zio Charley, che ricoprì fino al 1972 per 215 episodi, ottenendo nel 1968 una candidatura all'Emmy Award come miglior attore non protagonista. Morì di cancro alla prostata, all'età di 91 anni, a Palm Springs ed è sepolto al cimitero privato di Forest Lawn di Glendale (California).

## Filmografia parziale

### Cinema
- Finger Prints, regia di Lloyd Bacon (1927)
- Don't Tell the Wife, regia di Paul L. Stein (1927)
- The Gay Old Bird, regia di Herman C. Raymaker (1927)
- Matinee Ladies, regia di Byron Haskin (1927)
- A Million Bid, regia di Michael Curtiz (1927)
- Simple Sis, regia di Herman C. Raymaker (1927)
- The Black Diamond Express, regia di Howard Bretherton (1927)
- What Happened to Father?, regia di John G. Adolfi (1927)
- The First Auto, regia di Roy Del Ruth (1927)
- The Bush Leaguer, regia di Howard Bretherton (1927)
- A Sailor's Sweetheart, regia di Lloyd Bacon (1927)
- Il cantante di jazz (The Jazz Singer), regia di Alan Crosland (1927) - non accreditato
- Ancore d'oro (Sharp Shooters) di John G. Blystone (1928)
- Capitan Barbablù (A Girn in Every Port) regia di Howard Hawks (1928)
- L'uomo dai diamanti (Diamond Jim), regia di A. Edward Sutherland (1935)
- Il re della risata (Bright Lights), regia di Busby Berkeley (1935)
- Ultime notizie (The Murder Man), regia di Tim Whelan (1935)
- Amore in corsa (Love on the Run), regia di W. S. Van Dyke (1936)
- Il pugnale scomparso (Charlie Chan at the Opera), regia di H. Bruce Humberstone (1936)
- La grande città (Big City), regia di Frank Borzage (1937)
- Oh, Doctor, regia di Ray McCarey (1937)
- Un colpo di fortuna (Easy Living), regia di Mitchell Leisen (1937)
- Mr. Smith va a Washington (Mr. Smith Goes to Washington), regia di Frank Capra (1939)
- Il grande McGinty (The Great McGinty), regia di Preston Sturges (1940)
- Un colpo di fortuna (Christmas in July), regia di Preston Sturges (1940)
- Rookies on Parade, regia di Joseph Santley (1941)
- Lady Eva (Lady Eve), regia di Preston Sturges (1941)
- I dimenticati (Sullivan's Travels), regia di Preston Sturges (1941)
- Michael Shayne e l'enigma della maschera (Dressed to Kill), regia di Eugene Forde (1941)
- Ritrovarsi (The Palm Beach Story), regia di Preston Sturges (1942)
- Sesta colonna (All Through the Night), regia di Vincent Sherman (1942)
- La taverna delle stelle (Stage Door Canteen), regia di Frank Borzage (1943)
- Il miracolo del villaggio (The Miracle of Morgan's Creek), regia di Preston Sturges (1944)
- L'ottava meraviglia (Once Upon a Time), regia di Alexander Hall (1944)
- Il magnifico avventuriero (Along Came Jones), regia di Stuart Heisler (1945)
- Perdonate il mio passato (Pardon My Past), regia di Leslie Fenton (1945)
- La corsa della morte (Salty O'Rourke), regia di Raoul Walsh (1945)
- Al Jolson (The Jolson Story), regia di Alfred E. Green (1946)
- La storia di Pearl White (The Perils of Pauline), regia di George Marshall (1947)
- La notte ha mille occhi (Night Has a Thousand Eyes), regia di John Farrow (1948)
- Smith il taciturno (Whispering Smith), regia di Leslie Fenton (1948)
- Filibustieri in gonnella (The Sainted Sisters), regia di William D. Russell (1948)
- Non c'è passione più grande (Jolson Sings Again), regia di Henry Levin (1949)
- La gioia della vita (Riding High), regia di Frank Capra (1950)
- Bill sei grande! (When Willie Comes Marching Home), regia di John Ford (1950)
- Uomini alla ventura (What Price Glory?), regia di John Ford (1952)
- Nebbia sulla Manica (Dangerous when Wet), regia di Charles Walters (1953)
- Arrivan le ragazze (Here Comes the Girls), regia di Claude Binyon (1953)
- L'assedio delle sette frecce (Escape from Fort Bravo), regia di John Sturges (1953)
- Sangue e metallo giallo (The Yellow Mountain), regia di Jesse Hibbs (1954)
- Annibale e la vestale (Jupiter's Darling), regia di George Sidney (1955)
- I due capitani (The Far Horizons), regia di Rudolph Maté (1955)
- La guerra privata del maggiore Benson (The Private War of Major Benson), regia di Jerry Hopper (1955)
- Lucy Gallant, regia di Robert Parrish (1955)
- Sogno d'amore (Sincerely Yours), regia di Gordon Douglas (1955)
- I corsari del grande fiume (The Rawhide Years), regia di Rudolph Maté (1955)
- La baia dell'inferno (Hell on Frisco Bay), regia di Frank Tuttle (1955)
- La montagna (The Mountain), regia di Edward Dmytryk (1956)
- Pepe, regia di George Sidney (1960)
- Il padrone di New York (King of the Roaring 20's: The Story of Arnold Rothstein), regia di Joseph M. Newman (1961)
- Professore a tuttogas (Son of Flubber), regia di Robert Stevenson (1963)
- Questo pazzo, pazzo, pazzo, pazzo mondo (It's a Mad, Mad, Mad, Mad World), regia di Stanley Kramer (1963)
- Viva Las Vegas, regia di George Sidney (1964)
- F.B.I. - Operazione gatto (That Darn Cat!), regia di Robert Stevenson (1965)
- Un uomo tutto d'un pezzo (The Wild McCullochs), regia di Max Baer (1975)
- Won Ton Ton, il cane che salvò Hollywood (Won Ton Ton: The Dog Who Saved Hollywood), regia di Michael Winner (1976)

### Televisione
- Going My Way – serie TV, episodio 1x19 (1963)
- La legge di Burke (Burke's Law) – serie TV, episodio 2x02 (1964)
- Ai confini della realtà (The Twilight Zone) – serie TV, episodio 5x24 (1964)
- Ben Casey – serie TV, episodio 4x05 (1964)
- The Greatest Show on Earth – serie TV, episodio 1x25 (1964)
- Io e i miei tre figli (My Three Sons) – serie TV, 215 episodi (1965-1972)
- Ellery Queen – serie TV, episodio 1x09 (1975)

## Doppiatori italiani
- Lauro Gazzolo in La corsa della morte, La gioia della vita, Bill sei grande!, Nebbia sulla Manica, L'assedio delle sette frecce, Sangue e metallo giallo, Annibale e la vestale, I due capitani, La guerra privata del maggiore Benson, Lucy Gallant, I corsari del grande fiume, La baia dell'inferno, L'urlo della foresta, Come divenni padre
- Corrado Racca in I dimenticati, Sesta colonna, Il miracolo del villaggio, Gli eroi dell'isola
- Luigi Pavese in Il magnifico avventuriero, La storia di Pearl White, Filibustieri in gonnella, Questo pazzo, pazzo, pazzo, pazzo mondo
- Carlo Romano in Perdonate il mio passato, Smith il taciturno, La signora vuole il visone
- Giorgio Capecchi in Rivista di stelle, Lady Eva
- Olinto Cristina in Ritrovarsi, Il cane della sposa
- Gaetano Verna in La notte ha mille occhi
- Romolo Costa in L'ottava meraviglia
- Augusto Marcacci in Uomini alla ventura
- Amilcare Pettinelli in La montagna
- Nino Pavese in Professore a tuttogas
- Gino Baghetti in F.B.I. - Operazione gatto
- Mario Milita in Ellery Queen